# Stade Jean-Alric
Pour les articles homonymes, voir Alric.
Le stade Jean-Alric est un stade de rugby à XV situé sur le boulevard Louis-Dauzier à Aurillac.
Cette enceinte est principalement utilisée par le Stade aurillacois.

## Histoire
Il a été rénové en 2017, désormais agréé pour des rencontres professionnelles de rugby et pouvant accueillir des matchs de gala en football. Les tribunes nord ont depuis une plus grande capacité et une meilleure apparence.
Depuis 1944, le stade porte le nom de Jean Alric, joueur du club fusillé par les SS le 5 juin 1944.
En octobre 2024, le stade fête ses 100 ans